# Casa d'Escaló
La Casa d'Escaló està situada al carrer Joan Cantó núm. 2 de la ciutat d'Alcoi (l'Alcoià), País Valencià. És un edifici d'estil modernista valencià construït l'any 1908, que va ser projectat per l'arquitecte alcoià Vicent Pascual Pastor.
L'edifici és popularment conegut com a Casa d'Escaló i va ser construït entre els anys 1906 i 1908. L'industrial tèxtil alcoià Enrique García Peidro, conegut amb l'àlies d'Escaló, va promoure l'edifici per albergar la seua residència. Era propietari al costat dels seus germans de la fàbrica tèxtil Fills de Salvador García, més coneguda popularment com la fàbrica de l'Escaló.
L'edifici és una mostra significativa de l'Art Nouveau a Alcoi, a més de no haver sofrit cap modificació exterior des de la seua construcció. L'entorn urbà poc dens del carrer va permetre construir un palauet exempt, amb les seues quatre façanes a l'exterior, la qual cosa va possibilitar al seu arquitecte Vicent Pascual ventilar i il·luminar totes les dependències des de l'exterior.
En la seua façana exterior destaquen els carreus rústics, les falques de forja, la vegetació esculpida, la porta i els miradors de ferro laminat, les balconades sinuoses, la rematada curvilínia, etc. A l'interior es poden observar pintures murals, ebenisteria, capitells de guix, ceràmiques i sòls de paviment hidràulic.
A l'edifici s'empraren columnes de ferro colat del catàleg de la fosa Rodes Hermanos "El Vulcano" d'Alcoi, tant en l'escala com en la planta baixa.
Va ser rehabilitat en la dècada de 1980 per albergar el Conservatori Municipal de Música i Dansa “Joan Cantó”, en honor del músic i compositor alcoià Joan Cantó i Francés.